# Brahmina kandaharicus
Brahmina kandaharicus är en skalbaggsart som beskrevs av Nikolajev och Kabakov 1980. Brahmina kandaharicus ingår i släktet Brahmina och familjen Melolonthidae. Inga underarter finns listade.